# 모건 새킷
모건 새킷(영어: Morgan Sackett)은 미국의 텔레비전 프로듀서이자 감독이다. 《팍스 앤 레크리에이션》, 《부통령이 필요해》, 《나의 직장상사는 코미디언》 등의 작품을 통해 프라임타임 에미상의 최우수 코미디 시리즈, 최우수 숏폼 코미디, 드라마, 버라이어티 쇼, 코미디 시리즈 최우수 감독상 등의 여러 부문에서 12번 이상 후보로 올랐으며, 그 중 세 차례 수상의 영예를 안았다.
데이비드 마이너와 함께 IMDb TV의 텔레비전 시리즈인 《프리모》의 제작 총괄을 맡았다.